# Villermain
Villermain és un municipi francès, situat al departament del Loir i Cher i a la regió de Centre – Vall del Loira. L'any 2007 tenia 309 habitants.

## Demografia

### Població
El 2007 la població de fet de Villermain era de 309 persones. Hi havia 113 famílies, de les quals 36 eren unipersonals (28 homes vivint sols i 8 dones vivint soles), 28 parelles sense fills i 49 parelles amb fills.
La població ha evolucionat segons el següent gràfic:
Habitants censats

### Habitatges
El 2007 hi havia 154 habitatges, 126 eren l'habitatge principal de la família, 19 eren segones residències i 9 estaven desocupats. 150 eren cases i 3 eren apartaments. Dels 126 habitatges principals, 108 estaven ocupats pels seus propietaris, 16 estaven llogats i ocupats pels llogaters i 2 estaven cedits a títol gratuït; 2 tenien una cambra, 9 en tenien dues, 11 en tenien tres, 37 en tenien quatre i 67 en tenien cinc o més. 101 habitatges disposaven pel capbaix d'una plaça de pàrquing. A 55 habitatges hi havia un automòbil i a 60 n'hi havia dos o més.

### Piràmide de població
La piràmide de població per edats i sexe el 2009 era:
| Homes | Edats   | Dones |
| ----- | ------- | ----- |
| 0     | 95 o +  | 0     |
| 4     | 90 a 94 | 0     |
| 0     | 85 a 89 | 4     |
| 4     | 80 a 84 | 4     |
| 0     | 75 a 79 | 4     |
| 8     | 70 a 74 | 4     |
| 12    | 65 a 69 | 4     |
| 12    | 60 a 64 | 8     |
| 8     | 55 a 59 | 20    |
| 4     | 50 a 54 | 0     |
| 4     | 45 a 49 | 4     |
| 8     | 40 a 44 | 8     |
| 8     | 35 a 39 | 12    |
| 16    | 30 a 34 | 16    |
| 16    | 25 a 29 | 8     |
| 0     | 20 a 24 | 4     |
| 4     | 15 a 19 | 4     |
| 4     | 10 a 14 | 8     |
| 20    | 5 a 9   | 12    |
| 12    | 0 a 4   | 8     |

## Economia
El 2007 la població en edat de treballar era de 193 persones, 155 eren actives i 38 eren inactives. De les 155 persones actives 149 estaven ocupades (83 homes i 66 dones) i 6 estaven aturades (2 homes i 4 dones). De les 38 persones inactives 12 estaven jubilades, 13 estaven estudiant i 13 estaven classificades com a «altres inactius».

### Ingressos
El 2009 a Villermain hi havia 126 unitats fiscals que integraven 314 persones, la mediana anual d'ingressos fiscals per persona era de 20.846 €.

### Activitats econòmiques
Dels 7 establiments que hi havia el 2007, 1 era d'una empresa extractiva, 1 d'una empresa de fabricació d'altres productes industrials, 1 d'una empresa de construcció, 1 d'una empresa financera, 2 d'empreses immobiliàries i 1 d'una empresa classificada com a «altres activitats de serveis».
L'únic servei als particulars que hi havia el 2009 era un paleta.
L'any 2000 a Villermain hi havia 30 explotacions agrícoles.

## Equipaments sanitaris i escolars
El 2009 hi havia una escola elemental integrada dins d'un grup escolar amb les comunes properes formant una escola dispersa.

## Poblacions més properes
El següent diagrama mostra les poblacions més properes.